# Pearl GTL
Pearl GTL is een fabriek waarin aardgas wordt omgezet in vloeibare producten, een zogenaamde gas to liquids (GTL) installatie. De fabriek is in handen van Shell en staat in Ras Laffan in Qatar.

## Inleiding
In 1971 werd het mega gasveld North Field/South Pars ontdekt voor de kust van Qatar in de Perzische Golf. In 1984 werd het besluit genomen het veld te ontwikkelen. Het gas wordt via pijplijnen naar Ras Laffan, zo’n 60 kilometer ten noordoosten van Doha, verpompt. Medio jaren 90 besloot Qatar een nieuw haven- en industrieelcomplex aan te leggen bij Ras Laffan. Het hele terrein heeft een oppervlakte van bijna 300 km². Op het terrein staan diverse installaties om het aardgas vloeibaar te maken en gastankers vervoeren het lng naar klanten wereldwijd.

## Project
Shell had eerder in Maleisië een kleine fabriek gebouwd om aardgas om te zetten in lichte olieproducten. In 1993 kwam deze installatie in Bintulu in gebruik. Deze fabriek heeft een capaciteit van 13.500 vaten per dag. De ervaringen waren positief en in 2006 besloot Shell een tweede en grotere gas to liquids (GTL) fabriek te vestigen in Qatar.
Het gehele project omvat de aanleg van boorputten in zee, twee 60 kilometer lange pijplijnen met een diameter van 30 inch naar de kust en de GTL fabriek. In 2007 werd met de bouw gestart en op het hoogtepunt van de bouwactiviteiten werkten zo’n 52.000 mensen aan het project. In maart 2011 werd de Pearl GTL fabriek met het eerste gas gevoed. De levering van de eerste lading eindproducten volgde in juni 2011.
Pearl GTL heeft een capaciteit om circa 45 miljoen m³ aardgas om te zetten in 140.000 vaten lichte olieproducten per dag en 120.000 vaten olie-equivalent aan LPG en ethaan. De belangrijkste producten uit de fabriek zijn lichte olieproducten zoals nafta en motorbrandstoffen. Diesel is de belangrijkste motorbrandstof, deze bevat minder zwavel dan traditionele diesel en is daarmee schoner in gebruik. Bijproducten zijn kerosine en motorolie.
In 2003 werd de totale investering geraamd op zo’n $ 5 miljard. Gedurende de bouw waren er tegenslagen waardoor de kosten zijn opgelopen tot circa $ 19 miljard. Medio 2012 was de installatie volledig in gebruik.

## Trivia
In september 2013 tekende Royal Dutch Shell een contract met de lokale overheid voor de bouw een vergelijkbare GTL fabriek in Louisiana. Deze fabriek vergt een investering van $ 12,5 miljard. Nog geen drie maanden later stopt Shell met de GTL plannen omdat het niet langer economisch verantwoord is. Hoeveel er al is geïnvesteerd in de fabriek, werd niet gemeld door Shell.